# Firmin-Philippe-Edouard Fagot
Firmin-Philippe-Edouard Fagot, francoski general, * 1884, † 1955.